# Chelsea FC 2021/2022
Tento článek se podrobně zabývá událostmi ve fotbalovém klubu Chelsea FC v období sezony 2021/22 a jeho působení v Premier League, FA Cupu, EFL, evropských pohárech, Superpoháru UEFA a Mistrovství světa ve fotbale klubů. Pro Chelsea se jedná o 116. sezonu v historii klubu.

## Dresy
| Domácí | Domácí alt. | Hostující | Hostující alt. | Třetí | Gólman 1 | Gólman 2 | Gólman 3 |

## Realizační tým
| Post             | Jméno            |
| ---------------- | ---------------- |
| Hlavní trenér    | Thomas Tuchel    |
| Asistent trenéra | Arno Michels     |
| Asisteni A-týmu  | Zsolt Lőw        |
| Asisteni A-týmu  | Anthony Barry    |
| Trenér gólmanů   | Henrique Hilário |

## Soupiska

### První tým
Aktuální k datu 22. května 2022.
| Číslo     | Hráč                        | Nár.       | Pozice        | Datum narození a věk        | Od roku  | Smlouva do | Zápasy   | Góly     |
| Brankáři  | Brankáři                    | Brankáři   | Brankáři      | Brankáři                    | Brankáři | Brankáři   | Brankáři | Brankáři |
| --------- | --------------------------- | ---------- | ------------- | --------------------------- | -------- | ---------- | -------- | -------- |
| 1         | Kepa Arrizabalaga           | Španělsko  | G             | 3. října 1994 (30 let)      | 2018     | 2025       | 124      | 0        |
| 13        | Marcus Bettinelli           | Anglie     | G             | 24. května 1992 (32 let)    | 2021     | 2023       | 1        | 0        |
| 16        | Édouard Mendy               | Senegal    | G             | 1. března 1992 (33 let)     | 2020     | 2025       | 93       | 0        |
| Obránci   |                             |            |               |                             |          |            |          |          |
| 2         | Antonio Rüdiger             | Německo    | SO            | 3. března 1993 (32 let)     | 2017     | 2022       | 203      | 12       |
| 3         | Marcos Alonso               | Španělsko  | LKO / LO      | 28. prosince 1990 (34 let)  | 2016     | 2023       | 212      | 29       |
| 4         | Andreas Christensen         | Dánsko     | SO            | 10. dubna 1996 (28 let)     | 2013     | 2022       | 161      | 2        |
| 6         | Thiago Silva                | Brazílie   | SO            | 22. září 1984 (40 let)      | 2020     | 2023       | 82       | 5        |
| 14        | Trevoh Chalobah             | Anglie     | SO / DZ       | 5. července 1999 (25 let)   | 2018     | 2026       | 30       | 4        |
| 21        | Ben Chilwell                | Anglie     | LO / LKO      | 21. prosince 1996 (28 let)  | 2020     | 2025       | 55       | 7        |
| 24        | Reece James                 | Anglie     | PO / PKO / SO | 8. prosince 1999 (25 let)   | 2018     | 2028       | 123      | 9        |
| 28        | César Azpilicueta (kapitán) | Španělsko  | PO / SO       | 29. srpna 1989 (35 let)     | 2012     | 2022       | 476      | 17       |
| 31        | Malang Sarr                 | Francie    | SO / LO       | 23. ledna 1999 (26 let)     | 2020     | 2025       | 21       | 0        |
| Záložníci |                             |            |               |                             |          |            |          |          |
| 5         | Jorginho                    | Itálie     | SDZ / SZ      | 20. prosince 1991 (33 let)  | 2018     | 2023       | 188      | 26       |
| 7         | N'Golo Kanté                | Francie    | SZ            | 21. března 1991 (33 let)    | 2016     | 2023       | 260      | 13       |
| 8         | Mateo Kovačić               | Chorvatsko | SZ            | 6. května 1994 (30 let)     | 2019     | 2024       | 184      | 4        |
| 12        | Ruben Loftus-Cheek          | Anglie     | SZ            | 23. ledna 1996 (29 let)     | 2014     | 2024       | 122      | 13       |
| 17        | Saúl                        | Španělsko  | SZ / SDZ      | 21. listopadu 1994 (30 let) | 2021     | 2022       | 26       | 1        |
| 18        | Ross Barkley                | Anglie     | SOZ / SZ      | 5. prosince 1993 (31 let)   | 2018     | 2023       | 100      | 12       |
| 19        | Mason Mount                 | Anglie     | SOZ / SZ      | 10. ledna 1999 (26 let)     | 2017     | 2024       | 160      | 30       |
| 23        | Kenedy                      | Brazílie   | LZ / LKO      | 8. února 1996 (29 let)      | 2015     | 2023       | 30       | 3        |
| 68        | Harvey Vale                 | Anglie     | SOZ / SZ      | 11. září 2003 (21 let)      | 2021     | 2023       | 5        | 0        |
| Útočníci  |                             |            |               |                             |          |            |          |          |
| 9         | Romelu Lukaku               | Belgie     | ÚT            | 13. května 1993 (31 let)    | 2021     | 2026       | 59       | 15       |
| 10        | Christian Pulišić           | USA        | PK / LK       | 18. září 1998 (26 let)      | 2019     | 2024       | 115      | 25       |
| 11        | Timo Werner                 | Německo    | ST / LK       | 6. března 1996 (29 let)     | 2020     | 2025       | 89       | 23       |
| 20        | Callum Hudson-Odoi          | Anglie     | LK / PKO      | 7. listopadu 2000 (24 let)  | 2018     | 2024       | 126      | 16       |
| 22        | Hakim Ziyech                | Maroko     | SOZ / PK      | 19. března 1993 (32 let)    | 2020     | 2025       | 83       | 14       |
| 29        | Kai Havertz                 | Německo    | SOZ / SÚ      | 11. června 1999 (25 let)    | 2020     | 2025       | 92       | 23       |

## Přestupy

### Přišli do týmu

#### Léto
| Číslo | Poz. | Hráč              | Odkud přišel   | Cena        |
| ----- | ---- | ----------------- | -------------- | ----------- |
| 55    | Ú    | Jayden Wareham    | Woking         | Zadarmo     |
| 13    | G    | Marcus Bettinelli | Fulham         | Zadarmo     |
| 9     | Ú    | Romelu Lukaku     | Inter Milan    | £97,500,000 |
|       | Z    | Bradley Ryan      | Welling United | Zadarmo     |

#### Zima
| Číslo | Poz. | Hráč           | Odkud přišel      | Cena    |
| ----- | ---- | -------------- | ----------------- | ------- |
|       | O    | Travis Akomeah | Watford           | Zadarmo |
|       | O    | Dylan Williams | Derby County      | —       |
|       | Ú    | Mason Burstow  | Charlton Athletic | —       |

### Hostování do týmu

#### Léto
| Číslo | Poz. | Hráč | Odkud přišel    | Cena       |
| ----- | ---- | ---- | --------------- | ---------- |
| 17    | MF   | Saúl | Atlético Madrid | £4,500,000 |

### Odešli z týmu

#### Léto
| Číslo | Poz. | Hráč                | Kam odešel        | Cena        |
| ----- | ---- | ------------------- | ----------------- | ----------- |
| 48    | O    | Pierre Ekwah-Elimby | West Ham United   | £1,260,000  |
|       | Z    | Danilo Pantić       | Partizan          | Zadarmo     |
|       | Z    | Marco van Ginkel    | PSV               | Zadarmo     |
|       | G    | Jamal Blackman      | Los Angeles FC    | Zadarmo     |
| 13    | G    | Willy Caballero     | Southampton       | Zadarmo     |
|       | O    | Filip Lissah        | Swansea City      | Zadarmo     |
|       | O    | Zane Myers          | Swansea City      | Zadarmo     |
|       | O    | David Roberts       | Swansea City      | Zadarmo     |
| 14    | O    | Fikayo Tomori       | Milan             | £26,800,000 |
|       | O    | Jack Wakely         | Wycombe Wanderers | Zadarmo     |
| 63    | O    | Charlie Wiggett     | Newcastle United  | —           |
|       | Z    | Dubem Eze           | Derby County      | Zadarmo     |
| 51    | Z    | Marcel Lewis        | Union SG          | Zadarmo     |
|       | Z    | Finley Munroe       | Aston Villa       | Zadarmo     |
|       | Ú    | Izzy Brown          | Preston North End | Zadarmo     |
|       | Ú    | Kyrell Wilson       | Swansea City      | Zadarmo     |
| 41    | Z    | Luke McCormick      | AFC Wimbledon     | Zadarmo     |
|       | Ú    | Victor Moses        | Spartak Moskva    | £4,500,000  |
| 18    | Ú    | Olivier Giroud      | Milan             | £900,000    |
|       | O    | Marc Guéhi          | Crystal Palace    | £21,000,000 |
|       | Z    | Jon Russell         | Huddersfield Town | Zadarmo     |
| 54    | Z    | Lewis Bate          | Leeds United      | £1,580,000  |
| 58    | Z    | Myles Peart-Harris  | Brentford         | £1,350,000  |
| 46    | O    | Dynel Simeu         | Southampton       | £1,580,000  |
|       | Ú    | Aleksi Heino        | VfL Wolfsburg     | —           |
| 57    | Z    | Tino Livramento     | Southampton       | £5,310,000  |
| 9     | Ú    | Tammy Abraham       | Roma              | £36,000,000 |
|       | O    | Davide Zappacosta   | Atalanta          | £8,100,000  |
|       | Ú    | Ike Ugbo            | Genk              | £3,150,000  |
| 15    | O    | Kurt Zouma          | West Ham United   | £31,500,000 |
| 56    | Z    | Declan Frith        | Aston Villa       | Zadarmo     |
| 83    | Z    | Bradley Ryan        | Ramsgate          | Zadarmo     |

#### Zima
| Číslo | Poz. | Hráč         | Kam odešel      | Cena |
| ----- | ---- | ------------ | --------------- | ---- |
| 32    | Z    | Lewis Baker  | Stoke City      | —    |
| 38    | Z    | Tariq Uwakwe | Crewe Alexandra | —    |

## Zápasy v sezoně 2021/22

### Souhrn působení v soutěžích
| Soutěž              | Fáze startu | Momentální pozice/ kolo | Konečná pozice/ kolo | První zápas    | Poslední zápas  |
| ------------------- | ----------- | ----------------------- | -------------------- | -------------- | --------------- |
| Premier League      | —           | —                       | 3. místo             | 14. srpna 2021 | 22. května 2022 |
| FA Cup              | 3. kolo     | —                       | 2. místo             | 8. ledna 2022  | 14. května 2022 |
| EFL Cup             | 3. kolo     | —                       | 2. místo             | 22. září 2021  | 27. února 2022  |
| Liga mistrů UEFA    | skupina     | —                       | čtvrtfinále          | 14. září 2022  | 12. dubna 2022  |
| Superpohár UEFA     | Finále      | —                       | 1. místo             | 11. srpna 2021 | 11. srpna 2021  |
| MS ve fotbale klubů | semifinále  | —                       | 1. místo             | 9. února 2022  | 12. února 2022  |

### Premier League
Hlavní článek: Premier League 2021/22
| Poř. | Tým                 | Z  | V  | R  | P  | VG | OG | B  |
| ---- | ------------------- | -- | -- | -- | -- | -- | -- | -- |
| 1.   | Manchester City (C) | 38 | 29 | 6  | 3  | 99 | 26 | 93 |
| 2.   | Liverpool           | 38 | 28 | 8  | 2  | 94 | 26 | 92 |
| 3.   | Chelsea             | 38 | 21 | 11 | 6  | 76 | 33 | 74 |
| 4.   | Tottenham Hotspur   | 38 | 22 | 5  | 11 | 69 | 40 | 71 |
| 5.   | Arsenal             | 38 | 22 | 3  | 13 | 61 | 48 | 69 |

|  | Přímý postup do Ligy mistrů 2022/23        |
|  | Přímý postup do Evropské Ligy UEFA 2022/23 |
|  | Sestup do Football League Championship     |

| Celkem | Celkem | Celkem | Celkem | Celkem | Celkem | Celkem | Celkem | Doma | Doma | Doma | Doma | Doma | Doma | Venku | Venku | Venku | Venku | Venku | Venku |
| Z      | V      | R      | P      | VG     | OG     | GR     | Body   | V    | R    | P    | VG   | OG   | Body | V     | R     | P     | VG    | OG    | Body  |
| ------ | ------ | ------ | ------ | ------ | ------ | ------ | ------ | ---- | ---- | ---- | ---- | ---- | ---- | ----- | ----- | ----- | ----- | ----- | ----- |
| 38     | 21     | 1      | 6      | 76     | 33     | +43    | 74     | 9    | 7    | 3    | 37   | 22   | 34   | 12    | 4     | 3     | 39    | 11    | 40    |

### FA Cup
Hlavní článek: FA Cup 2021/22
| 3. kolo 8. ledna 2022 | Chelsea                                                                        | 5:1 | Chesterfield        | Stamford Bridge, Londýn          |  |  |
| 18:30 SELČ            | Werner 6' Saúl 8' Hudson-Odoi 18' Lukaku 20' Christensen 39' Ziyech 55' (pen.) |     | King 29' Asante 80' | Diváci: 39,795 Rozhodčí: Gillett |  |  |
|                       |                                                                                |     |                     |                                  |  |  |

| 4. kolo 5. února 2022 | Chelsea                                                   | 2:1 (pp.) | Plymouth Argyle                       | Stamford Bridge, Londýn         |  |  |
| 13:30 SELČ            | Jorginho 19' Azpilicueta 41' Alonso 105+1' Havertz 120+1' |           | Gillesphey 8' Cooper 102' Hardie 117' | Diváci: 39,959 Rozhodčí: Hooper |  |  |
|                       |                                                           |           |                                       |                                 |  |  |

| 5. kolo 2. března 2022 | Luton Town                      | 2:3 | Chelsea                        | Kenilworth Road, Luton          |  |  |
| 20:15 SELČ             | Burke 2' Cornick 40' Muskwe 67' |     | Saúl 27' Werner 68' Lukaku 78' | Diváci: 10,140 Rozhodčí: Bankes |  |  |
|                        |                                 |     |                                |                                 |  |  |

| Čtvrtfinále 19. března 2022 | Middlesbrough          | 0:2 | Chelsea               | Riverside Stadium, Middlesbrough |  |  |
| 18:15 SELČ                  | Howson 87' Peltier 89' |     | Lukaku 15' Ziyech 31' | Diváci: 31,422 Rozhodčí: Tierney |  |  |
|                             |                        |     |                       |                                  |  |  |

| Semifinále 17. dubna 2022 | Chelsea                                | 2:0 | Crystal Palace | Wembley Stadium, Londýn         |  |  |
| 17:30 SELČ                | Havertz 38' Loftus-Cheek 65' Mount 76' |     |                | Diváci: 76,238 Rozhodčí: Taylor |  |  |
|                           |                                        |     |                |                                 |  |  |

| Finále 14. května 2022                                 | Chelsea   | 0:0 (pp.) (5:6 pen)                                       | Liverpool | Wembley Stadium, Londýn         |  |  |
| 17:45 SELČ                                             | James 77' |                                                           |           | Diváci: 84,897 Rozhodčí: Pawson |  |  |
|                                                        |           | Penaltový rozstřel                                        |           |                                 |  |  |
| Alonso Azpilicueta James Barkley Jorginho Ziyech Mount | 5:6       | Milner Thiago Firmino Alexander-Arnold Mané Jota Tsimikas |           |                                 |  |  |
|                                                        |           |                                                           |           |                                 |  |  |

### EFL
Hlavní článek: EFL 2021/22
| 3. kolo 22. září 2021               | Chelsea                         | 1:1 (pp.) (4:3 pen)                  | Aston Villa          | Stamford Bridge, Londýn        |  |  |
| 20:45 SELČ                          | Sarr 31' Werner 54' James 90+2' |                                      | Archer 64' Young 86' | Diváci: 35,892 Rozhodčí: Scott |  |  |
|                                     |                                 | Penaltový rozstřel                   |                      |                                |  |  |
| Lukaku Mount Barkley Chilwell James | 4:3                             | El Ghazi Young Nakamba Konsa Buendía |                      |                                |  |  |
|                                     |                                 |                                      |                      |                                |  |  |

| 4. kolo 26. října 2021                  | Chelsea     | 1:1 (pp.) (4:3 pen)                       | Southampton                                    | Stamford Bridge, Londýn         |  |  |
| 20:45 SELČ                              | Havertz 44' |                                           | Diallo 23' Adams 47' Djenepo 80' Forster 90+1' | Diváci: 39,766 Rozhodčí: Friend |  |  |
|                                         |             | Penaltový rozstřel                        |                                                |                                 |  |  |
| Alonso Mount Hudson-Odoi Chilwell James | 4:3         | A. Armstrong Walcott Long Smallbone Romeu |                                                |                                 |  |  |
|                                         |             |                                           |                                                |                                 |  |  |

| Čtvrtfinále 22. prosince 2021 | Brentford            | 0:2 | Chelsea                                                 | Brentford Community Stadium, Londýn |  |  |
| 20:45 SELČ                    | Janelt 12' Canós 68' |     | Vale 45' Saúl 77' Jansson 80' (vl.) Jorginho 85' (pen.) | Diváci: 16,577 Rozhodčí: Marriner   |  |  |
|                               |                      |     |                                                         |                                     |  |  |

| Semifinále - 1. zápas 5. ledna 2022 | Chelsea                              | 2:0 | Tottenham Hotspur | Stamford Bridge, Londýn         |  |  |
| 20:45 SELČ                          | Havertz 5' Davies 34' (vl.) Sarr 62' |     |                   | Diváci: 37,868 Rozhodčí: Pawson |  |  |
|                                     |                                      |     |                   |                                 |  |  |

| Semifinále - 2. zápas 12. ledna 2022 | Tottenham Hotspur | 0:1 | Chelsea     | Tottenham Hotspur Stadium, Londýn |  |  |
| 20:45 SELČ                           |                   |     | Rüdiger 18' | Diváci: 45,603 Rozhodčí: Marriner |  |  |
|                                      |                   |     |             |                                   |  |  |

| Finále 27. února 2022                                                                        | Chelsea                              | 0:0 (pp.) (10:11 pen)                                                                       | Liverpool               | Wembley Stadium, Londýn          |  |  |
| 17:30 SELČ                                                                                   | Kovačić 90' Kanté 99' Havertz 105+2' |                                                                                             | Alexander-Arnold 105+2' | Diváci: 85,512 Rozhodčí: Attwell |  |  |
|                                                                                              |                                      | Penaltový rozstřel                                                                          |                         |                                  |  |  |
| Alonso Lukaku Havertz James Jorginho Rüdiger Kanté Werner Thiago Silva Chalobah Arrizabalaga | 10:11                                | Milner Fabinho Van Dijk Alexander-Arnold Salah Jota Origi Robertson Elliott Konaté Kelleher |                         |                                  |  |  |
|                                                                                              |                                      |                                                                                             |                         |                                  |  |  |

### Liga mistrů UEFA
Hlavní článek: Liga mistrů UEFA 2022/23

#### Skupinová fáze
Liga mistrů UEFA 2021/22 - Skupina H
| Poř. | Tým                      | Z | V | R | P | VG | OG | B  |
| ---- | ------------------------ | - | - | - | - | -- | -- | -- |
| 1.   | Juventus FC              | 6 | 5 | 0 | 1 | 10 | 6  | 15 |
| 2.   | Chelsea                  | 6 | 4 | 1 | 1 | 13 | 4  | 13 |
| 3.   | FK Zenit Sankt-Petěrburg | 6 | 1 | 2 | 3 | 10 | 10 | 5  |
| 4.   | Malmö FF                 | 6 | 0 | 1 | 5 | 1  | 14 | 1  |

|  | Postup do osmifinále                      |
|  | Postup do předkola play-off Evropské ligy |